# Kaliumdicyanidoargentat(I)
Kaliumdicyanidoargentat(I) K[Ag(CN)2] ist eine anorganische chemische Verbindung, ein Salz bestehend aus Kalium-Kationen K+ und komplexen Dicyanidoargentat(I)-Anionen [Ag(CN)2]−. Man findet noch häufig die Bezeichnung Kaliumdicyanoargentat(I) nach älterer Nomenklatur der IUPAC.

## Gewinnung und Darstellung
Kaliumdicyanidoargentat(I) kann durch Reaktion von Silberchlorid, Silberbromid oder Silberiodid mit einer Lösung von Kaliumcyanid gewonnen werden.
{\displaystyle \mathrm {AgCl+2\ KCN\longrightarrow K[Ag(CN)_{2}]+KCl} }
Es kann auch durch Reaktion von Kaliumcyanid mit Silbernitrat gewonnen werden.
{\displaystyle \mathrm {AgNO_{3}+2\ KCN\longrightarrow K[Ag(CN)_{2}]+KNO_{3}} }

## Eigenschaften
Kaliumdicyanidoargentat(I) ist ein weißer, lichtempfindlicher Feststoff, der leicht löslich in Wasser ist. Die Lösung in Wasser trübt sich bei der geringsten Anwesenheit von Silbernitrat. Bei der Dissoziation der Lösung entstehen nicht wie bei den Einzelverbindungen Kaliumcyanid und Silbercyanid Kalium- bzw. Silber- und Cyanid-Ionen, sondern Kalium- und komplexe Silbercyanidionen.
{\displaystyle \mathrm {K[Ag(CN)_{2}]\rightleftharpoons K^{+}+Ag(CN){_{2}}{^{-}}} }
Kaliumdicyanidoargentat(I) zersetzt sich bei Erhitzung oder bei Kontakt mit Säuren (zum Beispiel Salpetersäure), wobei Cyanide, Cyanwasserstoff, nitrose Gase und Kaliumoxide entstehen können.
{\displaystyle \mathrm {K[Ag(CN)_{2}]+HNO_{3}\longrightarrow AgCN+KNO_{3}+HCN} }
Die Verbindung hat eine trigonale Kristallstruktur mit der Raumgruppe P31c (Raumgruppen-Nr. 163).

## Verwendung
Kaliumdicyanidoargentat(I) wird bei der Versilberung, als Bakterizid, zur Herstellung von Antiseptika und zur Gewinnung von Silber aus Erzen verwendet. Es ist ein vielseitiges Brückenligandmaterial und wird für die Herstellung von mehrdimensionale Polymerverbindungen eingesetzt.